# Miró II de Cerdanya
Miró II de Cerdanya i I de Besalú (878- 927) fou comte de Cerdanya i de Conflent (897-927), i comte de Besalú (920-927).

## Orígens familiars
Fill de Guifré el Pilós, comte de Barcelona i Guinidilda d'Empúries. Heretà el comtat de Cerdanya i el de Conflent del seu pare, mentre el seu germà Sunifred rebia el comtat d'Urgell i els seus germans Guifré II Borrell i Sunyer el comtat de Barcelona.
A la mort del seu oncle, Radulf de Besalú, l'any 920 heretà el comtat de Besalú, que restà unit al comtat de Cerdanya per un període de seixanta-vuit anys.
Va continuar l'obra repobladora del seu pare col·laborant amb la restauració eclesiàstica del pagus de Berga.

## Núpcies i descendents
Del seu matrimoni amb Ava de Cerdanya, en tingué quatre fills, tots ells comtes, i quatre filles
- Sunifred II de Cerdanya (915-968), comte de Cerdanya i comte de Besalú.
- Guifré II de Besalú (?-957), comte de Besalú.
- Miró III de Cerdanya (920-984), comte de Cerdanya i comte de Besalú.
- Oliba Cabreta (920-990), comte de Cerdanya, Besalú i comte de Ripoll.
- Quixilona, muller d'Ajalbert.
- Goltregoda de Cerdanya, muller de Llop comte de Pallars.
- Guilinda.
- Sesenauda.

Tingué com a amistançada a Virgília d'Empúries, filla del comte d'Empúries Delà, i amb la qual tingué entre altres:
- Gotruda de Cerdanya (?-v 960), casada amb Llop I de Pallars

## Títols i successors
| Miró II de Cerdanya Mort: 927                         | |                                             |
| Títols                                                | |                                             |
| Precedit per: Guifré I de Barcelona "el Pilós" (pare) | Comte de Cerdanya (Llista de comtes de Cerdanya) Comtat de Cerdanya, Comtat de Berga, Comtat de Conflent (897–927) | Succeït per: Sunifred II de Cerdanya (fill) |
| Precedit per: Radulf I de Besalú (oncle)              | Comte de Besalú (Llista de comtes de Besalú) (920–927)                                                             | Succeït per: Guifré II de Besalú (fill)     |